# Nukleare Kunst
Nukleare Kunst (Atomkunst, Nuclear Art, Atomic Art) ist der Sammelbegriff für die künstlerische Auseinandersetzung von Künstlern mit der Bombardierung von Hiroshima und Nagasaki, der drohenden nuklearen Katastrophe, dem Einsatz von Kernwaffen, der Technologie und den Möglichkeiten der Kernenergie, der Problematik des Atommülls und dem Atom- oder Nuklearzeitalter im Allgemeinen.

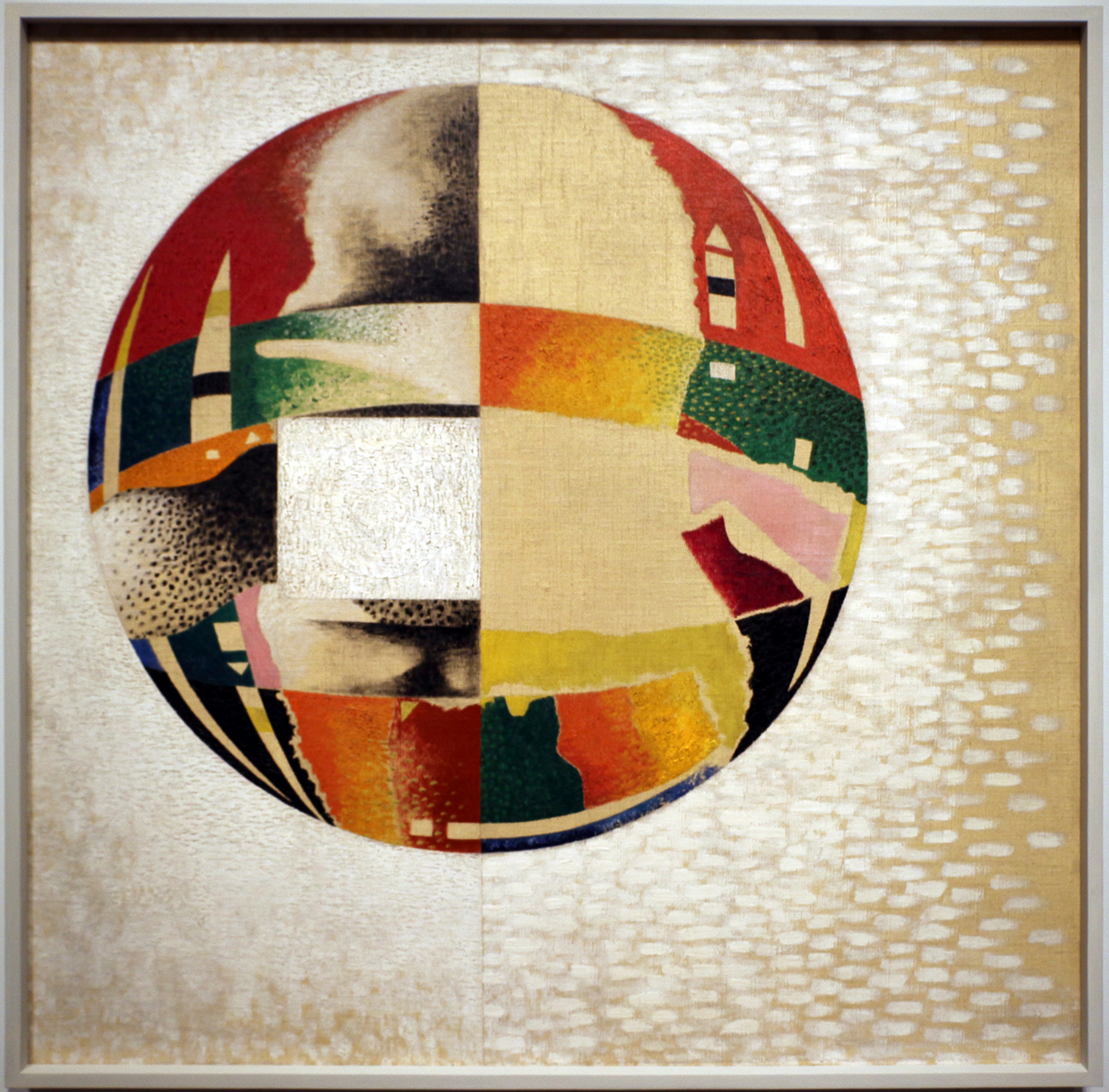
László Moholy-Nagy, Nuclear II, 1946 (Kunstmuseum Milwaukee)

Der Begriff „Nukleare Kunst“ wurde von der 1951 gegründeten Kunstbewegung „Movimento Arte Nucleare“ verwendet und wird in einigen Definitionen oft auf diese Bewegung beschränkt, obwohl der Begriff inzwischen allgemein gebräuchlich ist.
Unter Designern sind die Begriffe „Atomzeitalter-Design“ oder „Atomic Age Design“ gebräuchlich.
Viele Künstler haben Werke in ihrem Œuvre, die als Nuklearkunst bezeichnet werden können. Künstler, die ihr gesamtes oder einen großen Teil ihres Schaffens der Nuklearkunst widmen, sind eher selten. Nuklearkunst ist regelmäßig Gegenstand von Ausstellungen oder Veranstaltungen.

## Ursprung und Entwicklung

### Hiroshima und Nagasaki
Die Bombardierung von Hiroshima und Nagasaki im August 1945 gilt als Auslöser für die Entstehung einer neuen Kunstform, der Nuklearkunst.

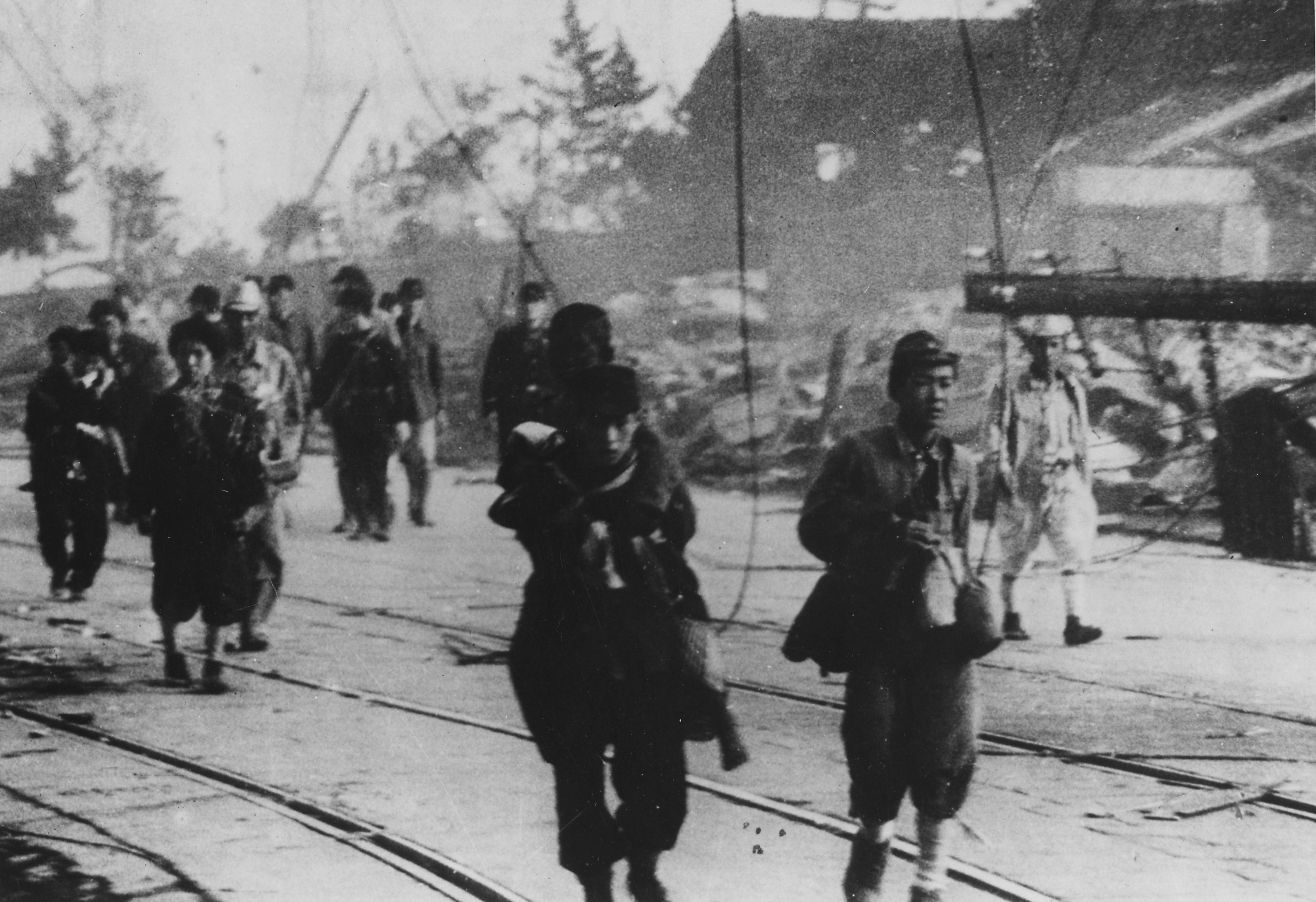
Yosuke Yamahata, Überlebende von Nagasaki, 1945

Unmittelbar nach dem Abwurf der Atombomben auf Hiroshima und Nagasaki begannen Fotografen und Filmemacher, die Folgen des Atomkrieges vor Ort in Bildern und Filmen festzuhalten, doch die US-Besatzungsbehörden behielten die Kontrolle über die Veröffentlichung dieser Foto- und Filmaufnahmen: So begann der Fotograf Yōsuke Yamahata bereits am 10. August 1945, dem Tag nach dem Bombenabwurf, in Nagasaki zu fotografieren, doch seine Bilder wurden erst 1952 veröffentlicht.
Einige Künstler, die die Katastrophe überlebten, wie Kunyoshi Aikawa, fertigten noch am selben Tag Skizzen zu den Atomkatastrophen sowohl in Hiroshima als auch in Nagasaki an, wohin er nach der Hiroshima-Katastrophe mit dem Zug gereist war. Andere, wie Iri und Toshi Maruki, verarbeiteten die Katastrophe einige Jahre später in ihrer Kunst. Bei Künstlern, die die Katastrophe in jungen Jahren erlebten, wurde ihre Arbeit ein Leben lang beeinflusst.
Für den Kulturkritiker Akira Mizuta Lippit waren die Bombenabwürfe auf Hiroshima und Nagasaki das wichtigste fotografische und filmische Ereignis des 20. Jahrhunderts.
Diese Ereignisse sind auch im 21. Jahrhundert noch als Themen in der Kunst relevant. Zum 75. Jahrestag der Bombenabwürfe fanden mehrere Kunstveranstaltungen statt, auch später gab es zahlreiche Veranstaltungen, darunter 2015 die Fotoausstellung Camera Atomica in der Art Gallery of Ontario, in der zweihundert Werke gezeigt wurden, und 2022 eine große Kunstausstellung in Sydney.

### Ode an die Atomenergie
Zunächst gab es auch Kunstformen, die das Staunen über die Entdeckung des Atoms zum Ausdruck brachten oder sich optimistisch mit den Erwartungen an die Kernenergie auseinandersetzten. Nach dem Brand der Plutoniumfabrik in Windscale 1957, der das Bewusstsein für die Gefahren der Strahlung jenseits der Kriegsführung schärfte, kam es zu einem Umschwung, angeführt von Andy Warhols Werk Atomic Bomb von 1965: Protest und Angst gewannen in der Nuklearkunst die Oberhand.
Nukleare Bedrohung

Atomic Flowers (Weldon Kennedy), Straßenkunst Hoxton

Nach und nach verlagerte sich der Fokus jedoch auf aktuelle Ereignisse wie das Wettrüsten, Atommüll, Atomkraftwerke als Energiequelle, drohende Atomkatastrophen, Strahlungsgefahren, neue Atomkatastrophen oder die Folgen von Atomtests. Auch der Einsatz von Atombomben in Japan ist Teil der kollektiven Vergangenheit in der Kunst. Gegen den allgemeinen Trend des Pessimismus in der Nuklearkunst hat die Internationale Atomenergiebehörde 2022 einen erfolgreichen internationalen Kunstwettbewerb, den „Nuclear Power Art Contest“, zum Thema Kernenergie als Lösung für den Klimawandel ausgeschrieben.

### Nuklearphysik in der Kunst
Eine ganz andere Herangehensweise an die Nuklearkunst ist die Einbeziehung der Kerntechnik in Kunstwerke, wie sie etwa die amerikanische Bildhauerin Alyce Simon praktizierte, die Ende der 1960er Jahre Ergebnisse kernphysikalischer Experimente in dekorative Kunst umsetzte und international zu einer wichtigen Vertreterin der friedlichen Nutzung der Kernenergie wurde. Ein wichtiger Vertreter dieses Ansatzes war der amerikanische Künstler James Acord, der in seinen Werken wie ein moderner Alchimist Atome eines Elements in Atome eines anderen Stoffes umwandelte.

## Nuklearkunst als neue Kunstform: Kunstbewegungen
In den 1950er Jahren gab es drei Künstlergruppen, die sich explizit mit dem Thema Atomkraft beschäftigten.

### Eaismo
Eaismo war eine avantgardistische Bewegung des 20. Jahrhunderts, die 1948 an der Kunstschule „Amedeo Modigliani“ in Livorno vom Maler Voltolino Fontani, dem Dichter Marcello Landi, dem Literaturkritiker Guido Favati und den Malern Angelo Sirio Pellegrini und Aldo Neri gegründet wurde. Im Eaismo-Manifest betrachteten die Autoren das Atomzeitalter als eine Revolution, die das Bild des Menschen vom Universum und sein emotionales und moralisches Gleichgewicht verändern würde. Der industriellen Nutzung der Kernenergie stand das Manifest äußerst skeptisch gegenüber.
Eaismo verwendete den Begriff Atomzeitalter (Era Atomica), der in den Vereinigten Staaten von dem Journalisten William L. Laurence geprägt und später von dem Wirtschaftswissenschaftler Virgil Jordan und dem Theologen und Schriftsteller Wilbur M. Smith in seinem Buch „This Atomic Age and the Word of God“ (1948) verwendet wurde.
Eaismo forderte die Künstler auf, eine neue Kunstform zu schaffen, die sich von den gängigen „Ismen“ (Kubismus, Surrealismus, Fauvismus, Expressionismus, abstrakte Kunst, Dadaismus usw.) unterschied. Diese neue Kunstform sollte der künstlerische Ausdruck des menschlichen Denkens in dieser neuen Realität sein und einen echten Kontakt und ein echtes Gefühl für die Realität des bedrohten Lebens erfordern. In technischer Hinsicht sollte sich der Künstler knapp und intuitiv mit figurativer und lyrischer Einfachheit ausdrücken.
Der italienische Schriftsteller Carlo Cassola widmete dem Eaismo mehrere Artikel in der Zeitschrift „Il Mondo“.

### Movimento Arte Nucleare

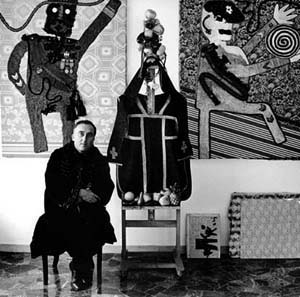
Enrico Baj (1964)

Das „Movimento Arte Nucleare“ entstand 1951 in Mailand im Anschluss an eine von Enrico Baj und Sergio Dangelo organisierte Ausstellung in der Galleria San Fedele mit dem symbolischen Titel „Pittura Nucleare“ (nukleare Malerei). Diese Bewegung wurde als das italienische Gegenstück zu CoBrA bezeichnet und sollte später mit einigen Mitgliedern von CoBrA in Kontakt treten.
Ziel der Bewegung war es, Kunst zu schaffen, die poetische und malerische Eindrücke über die Auswirkungen des Atomkriegs auf das menschliche Leben und den Planeten verbindet. Mit wirbelnden, spiralförmigen Bewegungen und Spritzern interpretierten sie Bilder des psychologischen Traumas und der verwüsteten Landschaften, die durch den Atomkrieg entstanden waren. Indem sie Farbe auf ihre Leinwände gossen und Öl mit Wasser mischten, ließen sie das Material die Arbeit machen und nicht den Künstler, was sie mit der informellen Malerei in Verbindung brachte, obwohl es einen Unterschied gab, denn sie sahen diese Technik als die Darstellung von „Materie in Bewegung“ in der neuen Realität der Kernspaltung und Mikrobiologie. Diese neuen Formen wurden von Baj als „Formen des Atomzeitalters“ bezeichnet, später sprach er von „statischer Bewegung“.
Die Bewegung wurde im Februar 1952 in Brüssel anlässlich einer Ausstellung in der Galerie Apollo mit der Veröffentlichung des Manifests „Il Manifesto tecnico della Pitture nucleare“ offiziell gegründet.
Joe Colombo, Leonardo Mariani, Antonino Tullier, Enzo Preda, Ettore Sordini, Angelo Verga, Gianni Dova und andere aus der Mailänder Kunstszene schlossen sich an. In den folgenden Jahren übte die neapolitanische Gruppo 58 mit Guido Biasi, Franco Palumbo, Mario Colucci, Mario Persico und Lucio Del Pezzo einen wichtigen Einfluss auf diese Bewegung aus, in der auch der niederländisch-belgische Maler Wout Hoeboer sehr aktiv war.
Mehrere Manifeste wurden verfasst. Im Manifest „Contro lo stile“ („Gegen den Stil“) von 1957 wendet sich Baj gegen die „Wiederholung“ als künstlerisches und kommerzielles Phänomen in der Malerei und kämpft für die Einzigartigkeit eines jeden Kunstwerks, wobei er den Begriff des „Automatismus“ aus dem Surrealismus als Grundidee verwendet.
Zahlreiche Ausländer wie Yves Klein, Asger Jorn, Arman, Serge Vandercam und Antonio Saura schlossen sich der Bewegung an. Der bedeutendste Vertreter der Arte Nucleo wurde Piero Manzoni, der erstmals sein Talent unter Beweis stellte.
Das „Movimento“ wollte auch mit allen Formen von „Ismen“ aufräumen, die die Malerei in den Akademismus einsperrten. Sie wollten die Malerei neu erfinden, angepasst an die neuen Formen des Universums des Atoms und seiner elektrischen Ladung. Die Gruppe wollte mit Kunst auf die Gefahren der Technologie des Atomzeitalters reagieren. Die Bewegung schlug vor, „automatische“ Techniken zu verwenden, d. h. spontane, aus dem Unterbewusstsein kommende und nicht durchdachte Techniken, und zeigte vor allem zerstörte Landschaften und Darstellungen von Atomwolken. Im Gegensatz zu Eaismo, der den Künstlern riet, der Malerei und der Poesie einen moralischen Mehrwert zu verleihen, versuchte die „Movimento arte nucleare“ eine neue Kunstform zu fördern, in der die Malerei nur ein Bestandteil war.

### Mystisches Manifest von Salvador Dalí (1951)

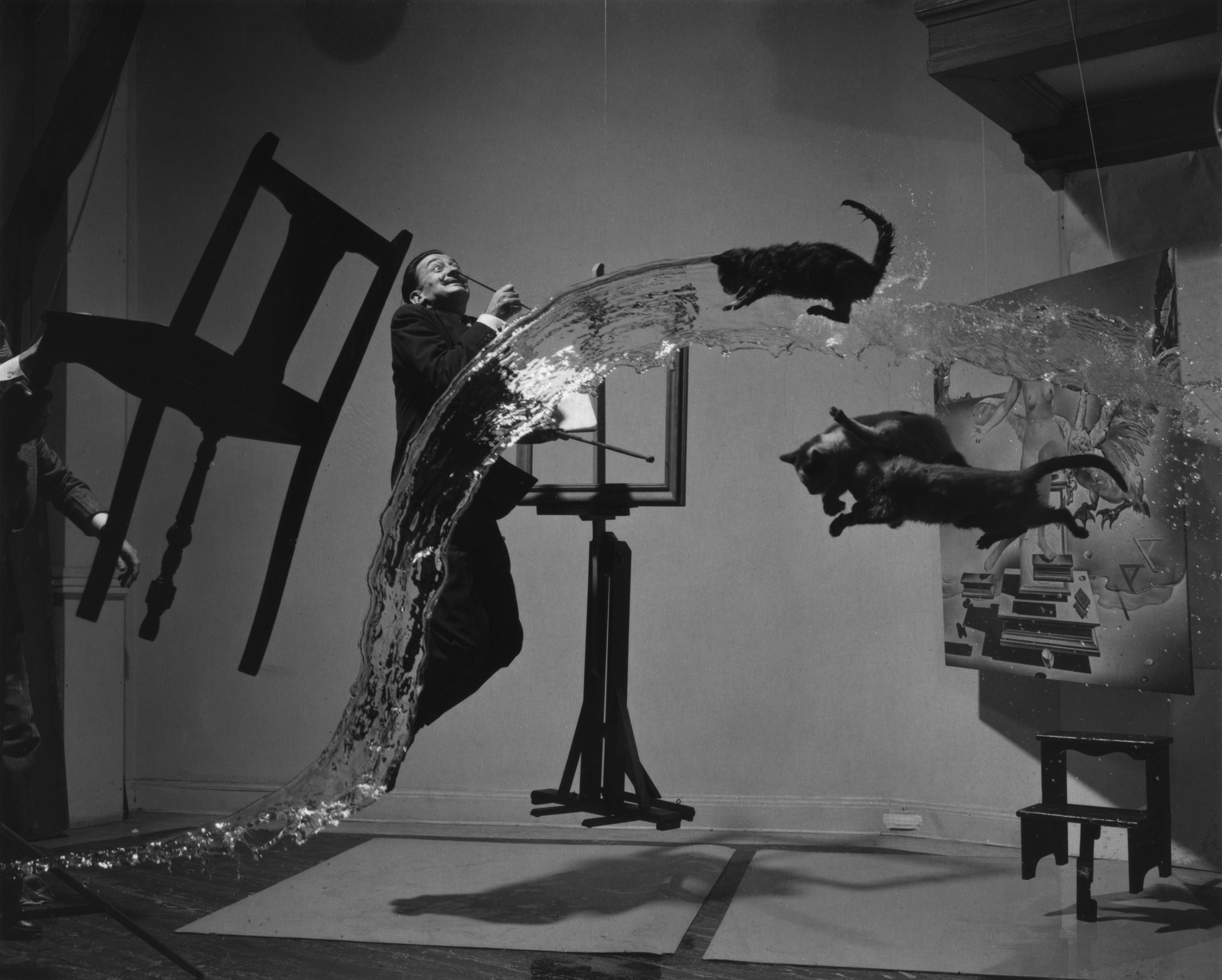
Dali Atomicus (1948)

Parallel zu den Arbeiten der „Movimente Arte Nucleara“ und der „Eaisten“ entwickelte sich im Werk von Salvador Dalí eine Form der Atomkunst. Der spanische Maler hatte bereits 1945 ein Atombild mit dem Titel „idilio atomico e uranico melanconico“ geschaffen. Im Jahr 1949 malte Dalì die „Madonna von Port Lligat“, die vom Papst gesegnet wurde. Daraus entsteht 1951 sein „Mystisches Manifest“, dass die katholische Mystik mit atomaren Themen verbindet. Dalí nannte die Verbindung von Atomphysik und christlichem Glauben „nukleare Mystik“. Er gestaltete seine Bilder wie ein Atom, in dem die Teilchen schweben und zugleich von Gott zusammengehalten werden.

### Streit zwischen den drei Gruppen
Zwischen den drei Gruppen entbrannte ein Streit um die Erstgeburtsrechte ihrer Bewegungen, der so weit ging, dass Enrico Baj und Sergio Dangelo Salvador Dalí des Plagiats bezichtigten und Voltolino Fontani dies gegen die italienische Movimente Arte Nucleare tat.

## Bemerkenswerte einzelne Atomkünstler aus den Anfangsjahren des Atomzeitalters

### Frankreich
1949 malte der französische Künstler Bernard Lorjou sein monumentales Kunstwerk „L'age atomique“ (Das Atomzeitalter). Das Gemälde wurde nach einem Jahr fertiggestellt und befindet sich im Centre Pompidou.

### Vereinigtes Königreich

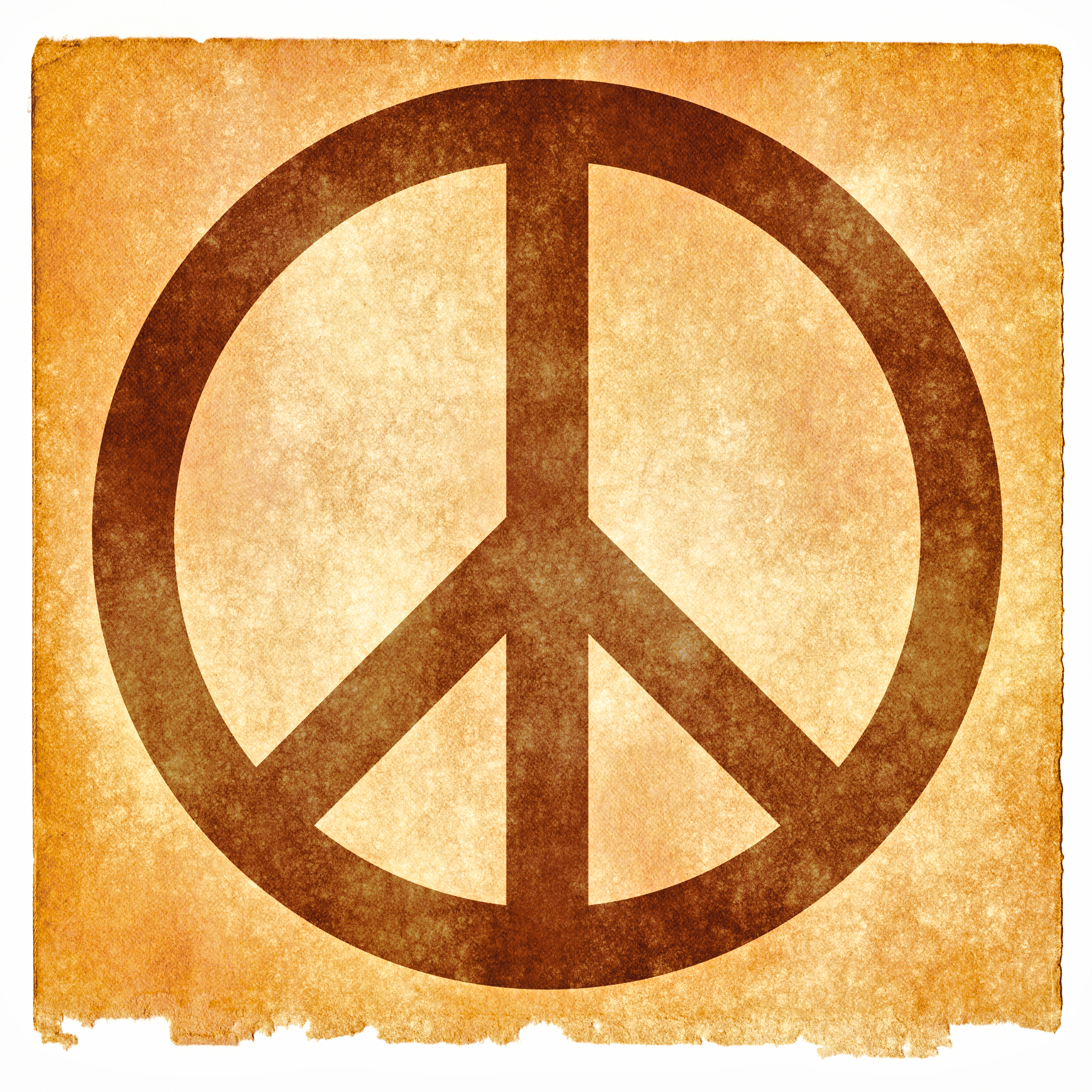
Peace

Gerald Holtom entwarf 1958 das Logo für die Nuclear Disarmament (ND), das später zum internationalen Friedenssymbol wurde.

### Vereinigte Staaten

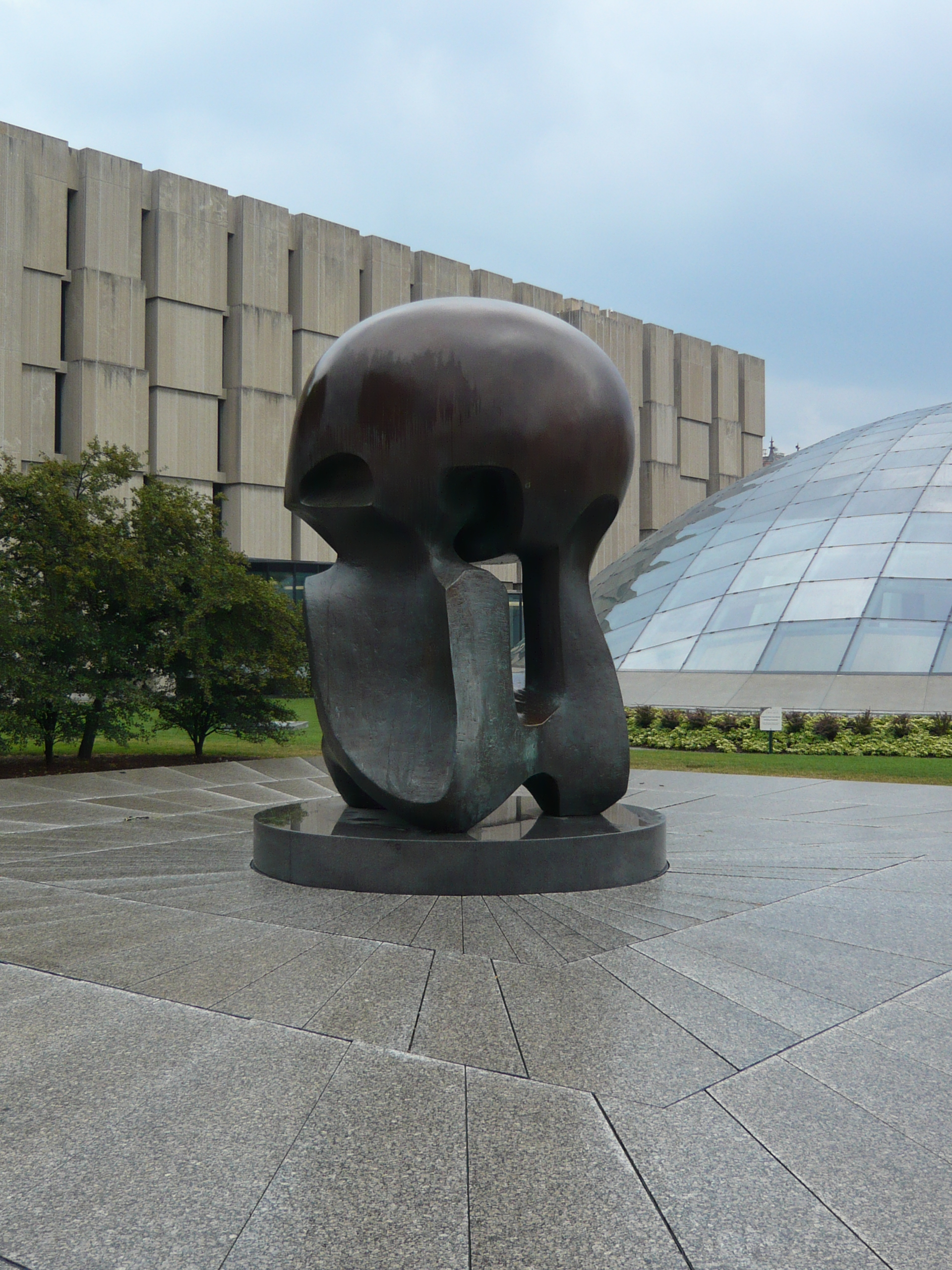
Henry Moore „Nuclear Energy“

Der Maler und Fotograf Eugene Von Bruenchenhein malte bis 1965 apokalyptische und postapokalyptische Gemälde, mit dem „Atomic age“ von 1955 als Höhepunkt.
Der britische Bildhauer Henry Moore schuf eine Bronzeskulptur mit dem Titel „Nuclear Energy“ (1964), die sowohl die katastrophalen Folgen von Atomwaffen als auch eine optimistische Sicht auf die Nutzung der Kernenergie zur Stromerzeugung darstellt. Die Skulptur befindet sich auf dem Gelände der Universität von Chicago, wo 1942 der erste Kernreaktor Chicago Pile-1 gebaut wurde. Die Skulptur hat die Form eines hybriden Atompilzes und eines menschlichen Schädels.
Im gleichen Zeitraum schuf der Bildhauer Colin Self die Skulptur „Beach Girl Nuclear Victim“ (1966), in der er die schrecklichen Folgen einer Nuklearkatastrophe darstellte.

## Aktuelle Nukleare Kunst

### Fukushima
Nach der Kernschmelze in drei Reaktorblöcken des japanischen Kernkraftwerks Fukushima Daiichi im März 2011 gab es zahlreiche Reaktionen zeitgenössischer japanischer Künstlerinnen und Künstler, darunter Shigenobu Yoshida, Tatsuo Miyajima, Shimpei Takeda, Fuyuki Yamakawa, Iri und Toshi Maruki und Tadasi Tonoshiki, ein Überlebender der Hiroshima-Bombe. Im Jahr 2015 wurde in der Sperrzone von Fukushima die Ausstellung „Don't Follow the Wind“ des Kurators Kenji Kubota mit Werken von 12 internationalen Künstlern organisiert.

### Tschernobyl
Der Fotograf Robert Knoth reiste nach Tschernobyl und in andere nuklear verseuchte Gebiete wie Majak, Tomsk und Semipalatinsk und erstellte mit einer Auswahl seiner Fotos die Foto-Wanderausstellung „Zertifikat Nr. 000358 - Nukleare Verwüstung in Kasachstan, der Ukraine, Weißrussland, dem Ural und Sibirien“. Diese Ausstellung war 2007 in Roosendaal zu sehen.

## Nukleare Kunst in Belgien und Nederlande

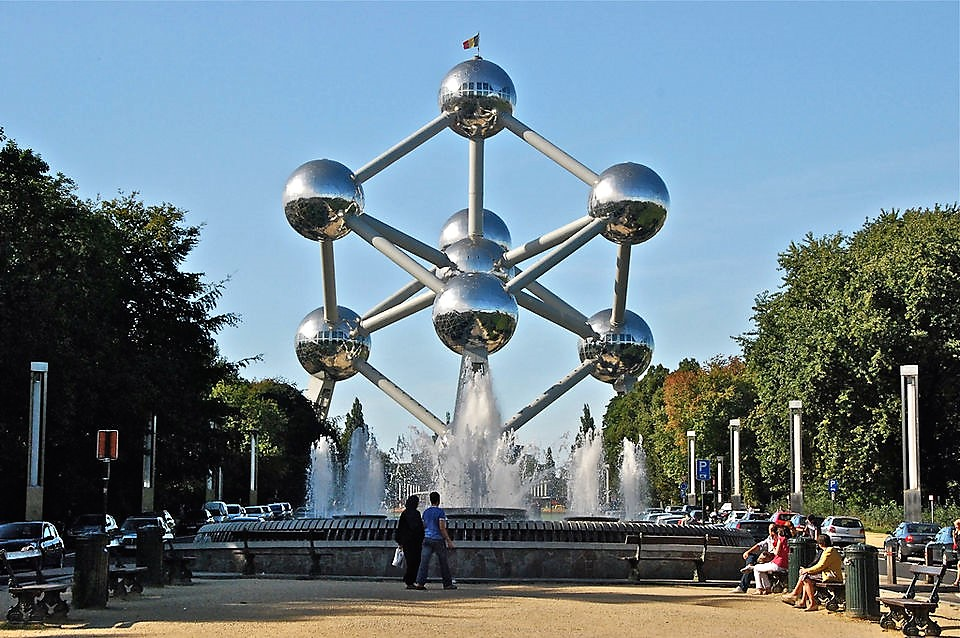
Atomium Brüssel

Das vom Ingenieur André Waterkeyn entworfene Brüsseler Atomium, Symbol der Expo 58, das einen aus neun Atomen bestehenden Eisenkristall darstellt, war eine optimistische Ode an die Möglichkeiten des Atomzeitalters.
Der niederländisch-belgische Künstler Wout Hoeboer war eng mit der Bewegung Arte Nucleare von Enrico Baj und Sergio Dangelo verbunden. Er nahm 1952 an der Ausstellung Arte Nucleare in der Galerie Apollo in Brüssel teil, freundete sich mit Enrico Baj und Sergio Dangelo an und unterzeichnete das Manifest „Contro lo stile“. Aufgrund dieser Kontakte war Wout Hoeboer in den folgenden Jahren als Künstler in Italien sehr aktiv. Der belgische Künstler Serge Vandercam schloss sich dieser Bewegung 1957 an. In dem Buch „Nuclear Times“ beschreibt er seine Entwicklung vom Cobra-Fotografen zum figurativen Maler.

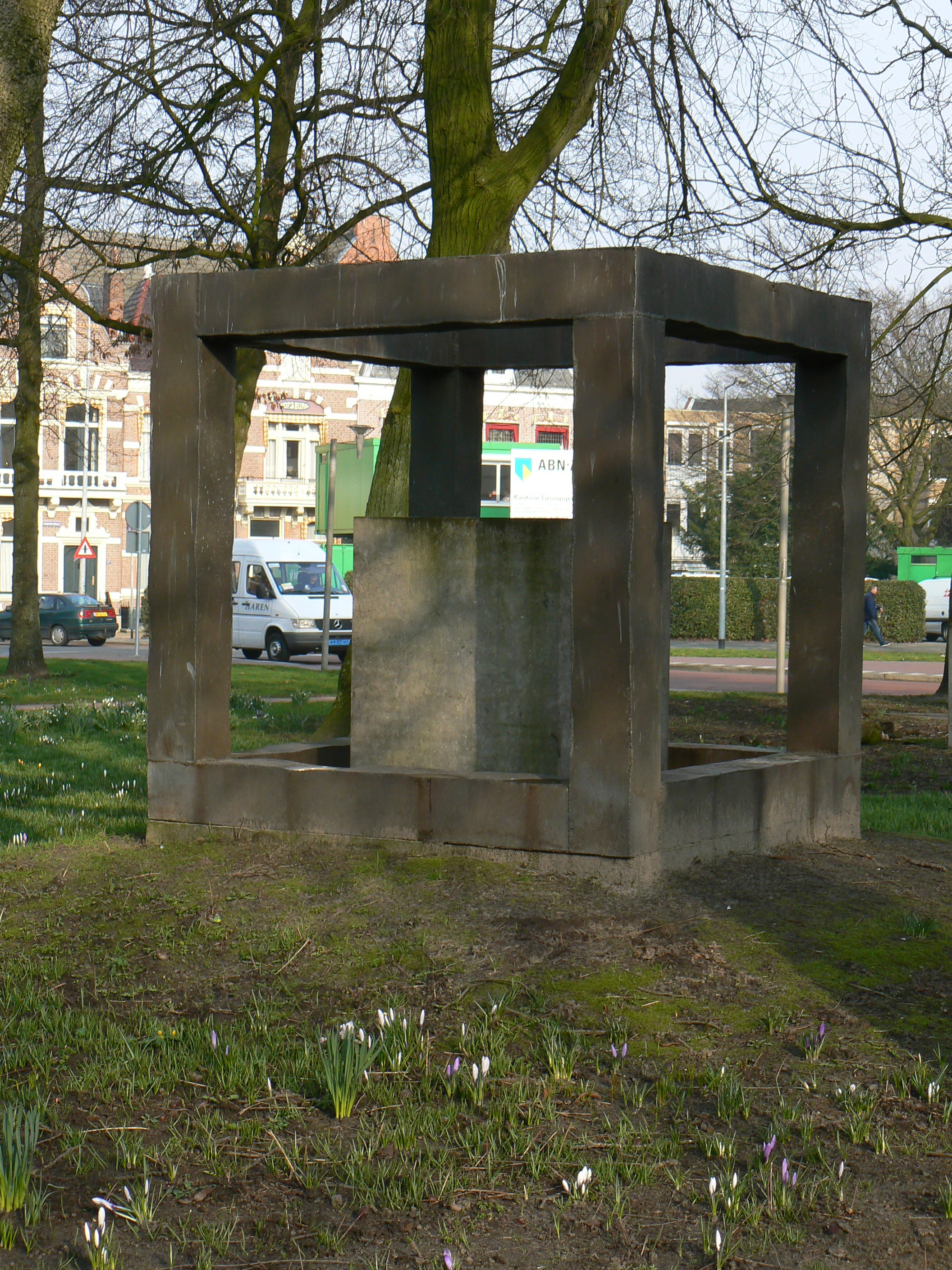
Anti-Atomwaffen-Denkmal von Hugo Hol in Groningen

2017 veranstaltete das"„Huis voor Actuele Kunst Z33"“ in Hasselt die Ausstellung „Perpetual Uncertainty“, „eine Erkundung der zeitgenössischen Kunst im nuklearen Anthropozän“, an der rund 20 Künstler aus Europa, den USA und Japan teilnahmen.
Die belgische Künstlerin Cécile Massart begann sich bereits 1994 mit der Lagerung radioaktiver Abfälle zu beschäftigen und setzte sich in ihren Kunstwerken mit diesem Thema auseinander. In der Ausstellung „Sarcophagi- radiactive waste“, die 2021 in der Ausstellungshalle der Botanique de Bruxelles stattfand, zeigte die Künstlerin eine Mischung aus Fotografien, Zeichnungen, Stichen, Videos und Installationen, kombiniert mit einigen Objekten aus Kernforschungszentren. Zuvor hatte sie ihre Werke bereits auf mehreren Ausstellungen in Belgien und im Ausland gezeigt.
Im Dezember 2022 fand im Bozar in Brüssel eine bemerkenswerte Performance mit dem Titel „Nuclear Age“ statt, eine Zusammenarbeit zwischen dem Belgischen Nationalorchester und der bildenden Künstlerin Eva L'hoest.
Eine Ausstellung mit Werken von Enrico Baj, „Enrico Baj: Play as Protest“, fand 2017 im Cobra Museum of Modern Art in Amstelveen statt.
In Groningen wurde 1985 das „Anti-Atomwaffen-Denkmal“ des Künstlers Hugo Hol aufgestellt.
Im Oktober 2023 wurde im Amsterdamer Framer Framed die Ausstellung „Performing Colonial Toxicity“ der Historikerin Samia Henni eröffnet, die die verborgene Geschichte und die Folgen der französischen Nuklearexperimente in der algerischen Sahara beleuchtet.

## Nukleare Künstler
- Enrico Baj
- Ángel Rafael Vázquez-Concepción[52]
- Cécile Massart[46]
- James Acord[53]
- Gerald Holtom[35]
- Shōmei Tōmatsu[54]
- Keiji Nakazawa[55]
- David McMillan[56]
- Peter Kennard[57]
- Tony Price[58]
- Alyce Simon[59]
- Voltolino Fontani